# Dúbravica, Banská Bystrica
Dúbravica este o comună slovacă, aflată în districtul Banská Bystrica din regiunea Banská Bystrica. Localitatea se află la altitudinea de 427 m deasupra n.m., se întinde pe o suprafață de 7,6 km2 și în 2017 număra 417 locuitori.

## Istoric
Localitatea Dúbravica este atestată documentar din 1400.

## Demografie
| An:                | 1994 | 2004    | 2014   | 2024   |
| ------------------ | ---- | ------- | ------ | ------ |
| Număr de persoane: | 328  | 365     | 395    | 408    |
| Diferență:         |      | +11,28% | +8,21% | +3,29% |

| An:                | 2023 | 2024   |
| ------------------ | ---- | ------ |
| Număr de persoane: | 401  | 408    |
| Diferență:         |      | +1,74% |